# Regeringen Anfinn Kallsberg II
Anfinn Kallsbergs anden regering var Færøernes regering fra 6. juni 2002 til 3. februar 2004, med Anfinn Kallsberg fra Fólkaflokkurin som lagmand. Regeringen bestod af Fólkaflokkurin (FF), Tjóðveldisflokkurin (TF), Sjálvstýrisflokkurin (SF) og Miðflokkurin (MF). Høgni Hoydal var selvstyre- og justisminister, men var desuden vicelagmand. Han var leder af kulturdepartementet fra marts til september 2003 som vicelagmand. En mistænkelig økonomisag gjorde, at Anfinn Kallsberg måtte udskrive nyvalg halvvejs i lagtingsperioden, og Tjóðveldisflokkurin trak seg fra regeringen. Efter lagtingsvalget 2004 blev regeringen afløst af Jóannes Eidesgaards første regering.
|                                 | Minister              | Parti | Fra                | Til                |
| ------------------------------- | --------------------- | ----- | ------------------ | ------------------ |
| Lagmand                         | Anfinn Kallsberg      | FF    | 6. juni 2002       | 3. februar 2004    |
| Vicelagmand                     | Høgni Hoydal          | TF    | 6. juni 2002       | 5. december 2003   |
| Departement                     | Minister              | Parti | Fra                | Til                |
| Selvstyre- og justisministeriet | Høgni Hoydal          | TF    | 6. juni 2002       | 5. december 2003   |
| Fiskeriministeriet              | Jacob Vestergaard     | FF    | 17. februar 2003   | 3. februar 2004    |
|                                 | Jørgen Niclasen       | FF    | 6. juni 2002       | 4. januar 2003     |
| Kulturministeriet               | Annita á Fríðriksmørk | TF    | 17. september 2003 | 5. december 2003   |
|                                 | Høgni Hoydal          | TF    | 6. marts 2003      | 17. september 2003 |
|                                 | Annlis Bjarkhamar     | TF    | 6. juni 2002       | 4. marts 2003      |
| Finansministeriet               | Karsten Hansen        | MF    | 6. juni 2002       | 5. december 2003   |
| Erhvervsministeriet             | Bjarni Djurholm       | FF    | 6. juni 2002       | 3. februar 2004    |
| Olie- og miljøministeriet       | Eyðun Elttør          | SF    | 6. juni 2002       | 3. februar 2004    |
| Familie- og socialministeriet   | Bill Justinussen      | MF    | 6. juni 2002       | 3. februar 2004    |
| Sundhedsministeriet             | Páll á Reynatúgvu     | TF    | 6. juni 2002       | 5. december 2003   |